# وزير اليسار (منصب ياباني)
وزير اليسار (باليابانية: 左大臣؛ وتلفظ: سادايجين) وهو منصب حكومي ظهر في اليابان في أواخر حقبة نارا وحقبة هييان، تم تعزيزه في قانون تايهو لعام 702م. وظهر المنصب أول مرة في قانون آسوكا كوميهارا [الإنجليزية] لعام 689م كأحد أعضاء هيئة إدارية مركزية تدعى (دايجوكان [الإنجليزية]؛ مجلس الدولة)، يتكون هذا المجلس من ثلاث مسؤولين مختلفين بالسلطات: دايجو-دايجين (المستشار الأعلى)، سادايجين (سادايجين)، أودايجين (وزير اليمين).
يعتبر السادايجين (وزير اليسار) الوزير الأول للدولة ويشرف على جميع وظائف الحكومة مع نائبه أودايجين (وزير اليمين).
وداخل مجلس دايجوكان كان منصب وزير اليسار هو المنصب الثاني من حيث السلطة والنفوذ بعد دايجو-دايجين (الوزير الأعظم أو المستشار الأعلى)، وفي كثير من الأحيان سيتولى هذا المنصب شخص من عائلة فوجيوارا لتبرير تأثير وسلطة العائلة في الحكومة.
فقد منصب وزير اليمين مع بقية أفراد مجلس دايجوكان سلطته تدريجياً خلال القرنين العاشر والحادي عشر، عندما سيطرت قبيلة «فوجيوارا» على السلطة أكثر فأكثر، النظام السياسي كان ضعيفاً بالأصل حتى حلول القرن الثاني-عشر عندما إستولت «ميناموتو» وهي قبيلة محاربة وأحد فروع العائلة الإمبراطورية على سلطة الدولة من خلال المحكمة الأرستقراطية (كوغي)، ومع ذلك لم يتم تفكيك مجلس دايجوكان بشكل رسمي حتى عصر مييجي.